# 和歌山青年師範学校
| 和歌山青年師範学校 （和歌山青師） | 和歌山青年師範学校 （和歌山青師）   |
| --------------------------------- | ----------------------------------- |
| 創立                              | 1944年                              |
| 所在地                            | 和歌山県那賀郡岩出町 （現・岩出市） |
| 初代校長                          |                                     |
| 廃止                              | 1951年                              |
| 後身校                            | 和歌山大学                          |
| 同窓会                            |                                     |

和歌山青年師範学校（わかやませいねんしはんがっこう）は、1944年（昭和19年）に設立された青年師範学校である。

## 概要
- 1919年（大正8年）設立の和歌山県立実業補習学校教員養成所を起源とする。
- 1944年、和歌山県立青年学校教員養成所（1935年設立）の国への移管により和歌山青年師範学校となった。
- 第二次世界大戦後の学制改革で新制和歌山大学学芸学部（現教育学部）の前身の一つとなった。

## 沿革
- 1919年12月1日 - 和歌山県師範学校校内に和歌山県立実業補習学校教員養成所を併設。
- 1920年10月 - 海草郡西和佐村（現和歌山市）に移転。
  - 和歌山県師範学校の代用附属校だった西和佐小学校に併設[1]。
- 1927年4月 - 2年制に延長。
- 1931年4月 - 那賀郡岩出町（現岩出市）に移転。
  - 和歌山県立紀北農業学校（現和歌山県立那賀高等学校）に併設。
- 1935年4月 - 和歌山県立青年学校教員養成所と改称。
- 1942年3月 - 女子部を設置。
- 1944年4月1日 - 官立移管され、和歌山青年師範学校となる （本科3年制）。
- 1949年5月31日 - 新制和歌山大学発足。
  - 和歌山師範学校と共に学芸学部の母体として包括された。
- 1951年3月 - 和歌山大学和歌山青年師範学校（旧制）、廃止。

## 歴代校長
官立和歌山青年師範学校
- 籠田又平：1945年4月1日 - 1947年2月6日[2]
- 林幸一：1947年2月6日[2] -

## 校地の変遷と継承
前身の和歌山県立青年学校教員養成所と同様、県立紀北農業学校（現和歌山県立那賀高等学校）校内を使用した。

## 関連文献
- 『100年のあしあと : 和歌山師範学校 - 和歌山大学教育学部 年表』　和歌山大学教育学部、1975年。
  - 女子師範学校 （女子部）・青年師範学校に関する記述は少ない （資料が集まらなかった旨、後書きに記されている）。
- 和歌山大学50年史編纂委員会（編）　『和歌山大学五十年史』　和歌山大学、2000年11月。
- 和歌山県史編さん委員会（編）　『和歌山県史 : 近現代1』　和歌山県、1989年8月、917頁。
- 『文献』